# Holzschachen
Holzschachen ist eine Katastralgemeinde der Gemeinde Weistrach im Bezirk Amstetten in Niederösterreich.

## Siedlungsentwicklung
Zum Jahreswechsel 1979/1980 befanden sich in der Katastralgemeinde Holzschachen insgesamt 59 Bauflächen mit 28.241 m² und 53 Gärten auf 138.368 m² und 1989/1990 bestanden 58 Bauflächen. 1999/2000 war die Zahl der Bauflächen auf 87 angewachsen und 2009/2010 waren es 82 Gebäude auf 150 Bauflächen.

## Geschichte
Laut Adressbuch von Österreich waren im Jahr 1938 in Holzschachen ein Binder, ein Maler, zwei Molkereien, ein Schneider und zwei Schneiderinnen, ein Wachswarenerzeuger, ein Wagner und einige Landwirte ansässig.

## Bodennutzung
Die Katastralgemeinde ist landwirtschaftlich geprägt. 273 Hektar wurden zum Jahreswechsel 1979/1980 landwirtschaftlich genutzt und 69 Hektar waren forstwirtschaftlich geführte Waldflächen. 1999/2000 wurde auf 282 Hektar Landwirtschaft betrieben und 69 Hektar waren als forstwirtschaftlich genutzte Flächen ausgewiesen. Ende 2018 waren 260 Hektar als landwirtschaftliche Flächen genutzt und Forstwirtschaft wurde auf 71 Hektar betrieben. Die durchschnittliche Bodenklimazahl von Holzschachen beträgt 49,2 (Stand 2010).